# جو لارا
جو لارا (بالإنجليزية: Joe Lara)‏ (2 أكتوبر 1962 - 29 مايو 2021) هو كاتب أغاني وممثل أمريكي، ولد في سان دييغو في الولايات المتحدة.

## أعمال

### أفلام
- (1989) طرزان في مانهاتن

## وصلات خارجية
- جو لارا على موقع IMDb (الإنجليزية)
- جو لارا على موقع ألو سيني (الفرنسية)
- جو لارا على موقع ميوزك برينز (الإنجليزية)
- جو لارا على موقع أول موفي (الإنجليزية)
- جو لارا على موقع قاعدة بيانات الأفلام السويدية (السويدية)
- جو لارا على موقع ديسكوغز (الإنجليزية)
- جو لارا على موقع قاعدة بيانات الفيلم (الإنجليزية)
- جو لارا على موقع كينوبويسك (الروسية)